# Heterogomphus ulysses
Heterogomphus ulysses är en skalbaggsart som beskrevs av Hermann Burmeister 1847. Heterogomphus ulysses ingår i släktet Heterogomphus och familjen Dynastidae. Utöver nominatformen finns också underarten H. u. duponti.